# Sonata per a flauta i piano (Poulenc)
La Sonata per a flauta i piano, FP 164, de Francis Poulenc, va ser escrita l'any 1957, i dedicada a la memòria d'Elizabeth Sprague Coolidge, una mecenes americana de la música de cambra. Poulenc la va compondre per al flautista Jean-Pierre Rampal, i junts la van estrenar el juny de 1957 al Festival de Música d'Estrasburg. Actualment és una de les obres més conegudes del compositor, rellevant sobretot per al repertori flautístic del segle xx.

## Història
Hi ha fonts que indiquen que Poulenc va tenir la idea de compondre una sonata per a flauta durant molt de temps. El mateix en fa menció en una carta escrita l'any 1952 al baríton Pierre Bernac. Al llarg dels anys següents, Poulenc hauria tingut la intenció de realitzar la composició, tal com hi figura en les seves cartes al seu editor els anys 1953,1955 i 1956.
Tanmateix, es desconeix si aquesta sonata que es menciona està directament relacionada amb la sonata publicada. L'abril del 1956, Harold Spivacke, portaveu de la Fundació Coolidge a la Biblioteca del Congrés dels Estats Units, va escriure una carta a Poulenc en què li oferia un encàrrec d'una peça de música de cambra per a un festival que havia de tenir lloc a l'octubre de 1956. Poulenc va declinar l'encàrrec, ja que estava acabant l'orquestració de la seva nova òpera Dialogues des Carmélites i faltava poc temps per a la seva estrena a Milà. Spivacke li va tornar a oferir l'encàrrec al maig, i aquesta vegada Poulenc va acceptar, a l'agost quan va veure que l'òpera estava llesta i que podia escriure alguna cosa per a ell. Va proposar la Sonata per a flauta i piano, sempre que pogués estrenar-la al Festival d'Estrasburg que se celebraria el mes de juny d'aquell mateix any, 1957.

Jean-Pierre Rampal va tenir coneixement de la sonata per una trucada del propi Poulenc, de la qual se'n fa menció a la seva autobiografia:
"Jean-Pierre," va dir Poulenc: "recordes que sempre has volgut que escrigui una sonata per a flauta i piano? Bé, ha arribat el moment' va dir. 'I el millor és que els americans pagaran per ella! M'han encarregat escriure una peça de cambra a la Fundació Coolidge a la memòria d'Elizabeth Coolidge. Mai la vaig arribar a conèixer, així que crec que la obra es teva."
Poulenc a escriure la sonata a Cannes entre desembre de 1956 i març de 1957, i un cop completada va enviar el manuscrit a la Library of Congress el 7 de juny de 1957. El 17 del mateix mes, es va fer una estrena oficiosa al Festival d'Estrasburg per Rampal i el compositor, amb una única persona de públic, Arthur Rubinstein, que havia demanat escoltar-la un dia abans de l'estrena oficial, ja que no podria ser-hi present.
El 16 de gener de 1958, Poulenc va interpretar l'obra amb Gareth Morris en una emissió de la BBC. L'estrena a Amèrica a tenir lloc a l'Auditori Coolidge a la Biblioteca del Congrés 14 de febrer de 1958 i va ser considerada com un gran èxit.

## Música
La sonata consta de tres moviments:
1. Allegro malinconico - Aquest moviment comença en compàs 2/4 amb el dibuix de fuses característic de la sonata que es repeteix durant tot el moviment en la part de la flauta. Conté dobles picats i algunes digitacions dificultoses. També hi apareix el motiu identificatiu de Poulenc en la secció central. Finalitza silenciosament, conduint al segon moviment, més lent que aquest. Aquest moviment apareix al nivell 8 de la ABRSM.
2. Cantilena: Assez Lent - Aquest moviment és molt més lent i tranquil. Comença amb dues corxeres al piano, que són repetides per la flauta en els dos compassos següents. La captivadora melodia està mínimament decorada i acompanyada per corxeres del piano. A la meitat del moviment hi ha un canvi sobtat d'atmosfera: apareixen notes agudes i fortes en la part de la flauta donant lloc al clímax. Poc després es recupera el tema lent principal. Aquest moviment correspon al nivell 7 de la ABRSM.
3. Presto giocoso - Aquest moviment és predominantment fort i ràpid. El motiu segell de Poulenc mencionat a dalt apareix en la secció central contrastant.

La sonata sencera apareix als llistats de moltes titulacions de flauta, incloent-hi la ABRSM i el Trinity Guidhall.

## Trets principals
L'estil de l'obra és l'impressionisme. Aquest va ser un corrent que va sorgir entre finals del segle xix i principis del segle xx. Va trobar el seu lloc sobre tot entre la música Francesa. Va estar encapçalat per Claude Debussy. Podríem definir a grans trets l'impressionisme com un corrent que resalta l'essència pura de la melodia i desenfoca la importància de les estructures, tant valorades en el classicisme.
La textura que domina és la polifonia, ja que tant el piano com la flauta tenen molta presència durant l'obra.
Amb relació a la dinàmica podem dir que és molt variada, i fins i tot apareixen anotacións com ‘'subito''.
Hi ha elements d'agógica, ja que hi ha canvis de tempo (encara que no especialment marcats).

## Anàlisi musical
La sonata està formada per tres moviments: 
Allegretto malincolico
Cantilena: Assez lent 
Presto giocoso
El primer moviment és el més conegut de tots, aquest és el motiu principal pel qual l'analitzarem.
Comença l'obra en un compàs de 2/4, en un principi anacrúsic al qual anomenem ‘'leiv motiv''. Aquest està compost per quatre semifuses interpretades per la flauta, tot i així, aquesta cèl·lula es va repetint duran el primer moviment per ambdós instruments.
El tempo del moviment és d=84, cosa que ens dona certes reminiscències cap a totes les composicions romàntiques i no clàssiques perquè aquestes darreres tenien un tempo més ràpid.
Una altra diferència notable amb les sonates clàssiques és que, el piano en aquesta no només té una funció acompanyant, sinó que podríem agrupar l'obra en la part de peçes de cambra.

### Exposició
El tema A presenta durant els 8 primers compassos la idea general, i ens la presenta en Mi menor.
L'obra fa un gir inesperat concretament al quart compàs degut a que ambdós instruments realitzen una escala en Do major que canviarà completament la idea principal de l'obra, donant noves expectatives a l'intèrpret i públic. L'atmosfera presentada segueix fins al compàs 16 on el piano retreu el ‘leitmotiv' o cèl·lula inicial per a tornar a entrar en l'ambient inicial.
Tot seguit, del compàs 34 al 41 s'estableixen una sèrie de accents i figures rítmiques molt marcades que no havien aparegut anteriorment. Predomina la part rítmica i es perd majoritàriament la part melòdica tant present durant l'inici de l'obra.
Al compàs 41, recuperem el ‘'leitmotiv'' i tornem a l'estructura melòdica inicial. Aquest acaba en un pont que realitza el piano en Fa # menor i que desembocarà al tema B.

### Desenvolupament
Ens trobem amb un canvi de tempo, concretament passa a d=92, en un moviment ‘'un oeu plus vite. El tema B està en la tonalitat de Fa major.
La part B de l'obra està caracteritzada per canviar molt de compàs, concretament varia entre 2/4, 3/4. i 4/4. La idea rítmica de les semifuses es manté en la part B, fet que ens fa recordar a la part A constantment. Aquesta segona part de l'obra modula a Re b major, i a Si b menor.
Es dona lloc al final de la part B, quant es fa un calderó sobre un Mi del registre mig de la flauta i a continuació reprenem el tema A amb la mateixa anacrusi inicial.

### Reexposició

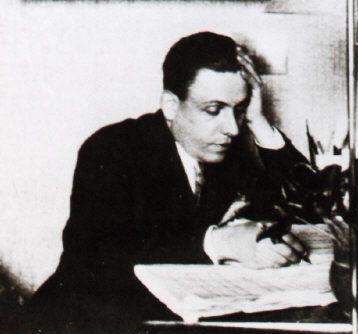
Francis Poulenc

Després de l'anacrusi del compàs 100, la flauta va seguint l'esquema temàtic de l'exposició de la part A, però en diferent tonalitat (fet molt típic en la sonata clàssica). La peça acaba en una coda de 20 compassos on un ritardando s'apodera de tots els motius inicials donant així una sensació de pèrdua del gest musical. Finalment, arribem al compàs 135 en una tonalitat de Mi major i donem per finalitzat el primer moviment de l'obra.